# Límite de Lamb Dicke
En  experimentos con iones atrapados existe una región cuántica llamada el límite de Lamb Dicke. En esta región el acoplamiento (inducido por un campo electromagnético externo) entre los estados electrónicos internos (los estados del qubit) y los estados de movimiento de un ion es suficientemente pequeño como para que las transiciones {\displaystyle \vert n,s\rangle \leftrightarrow \vert n^{\prime },s^{\prime }\rangle } con un número cuántico vibracional mayor a uno sean fuertemente suprimidas.
Esta condición está expresada de manera cuantitativa por la siguiente desigualdad
{\displaystyle \eta ^{2}(2n+1)\ll 1,}
donde {\displaystyle \eta } es el parámetro de Lamb-Dicke y {\displaystyle n} es el número cuántico vibracional del oscillador armónico del ion.

## Relación entre el parámetro de Lamb-Dicke y el límite de Lamb-Dicke
Consideremos el movimiento de un ion que se mueve en la misma dirección del potencial  de atrapamiento estático (el movimiento axial apunta en la dirección del eje z). El potencial de atrapamiento, alrededor de la posición de equilibrio del ion, puede ser aproximado mediante un potencial armónico y el movimiento local del ion se puede considerar equivalente al de un oscilador armónico cuántico (OAC)
 con estados propios {\displaystyle |n>}. En este caso el operador de posición {\displaystyle {\hat {z}}} está dado por
{\displaystyle {\hat {z}}=z_{0}({\hat {a}}+{\hat {a}}^{\dagger }).}
El límite de Lamb-Dicke corresponde a la condición
{\displaystyle \langle \Psi _{motion}\vert {k_{z}}^{2}z^{2}\vert \Psi _{motion}\rangle ^{1/2}\ll 1}
donde {\displaystyle \langle \Psi _{motion}\vert } es la parte del movimiento de la función de onda del ion y {\displaystyle k_{z}=\mathbf {k} \cdot {\hat {z}}=|\mathbf {k} |\cos \theta =\cos \theta ({\frac {2\pi }{\lambda }})} es la proyección del vector de onda del campo de luz actuando sobre el ion en la dirección {\displaystyle z}. El parámetro de Lamb-Dicke se define como
{\displaystyle \eta =k_{z}z_{0},}
donde
{\displaystyle z_{0}=(\langle 0\vert z^{2}\vert 0\rangle )^{\frac {1}{2}}=(\hbar /2m\omega _{z})^{\frac {1}{2}}}
es la extensión de la función de onda del estado base y {\displaystyle \omega _{z}} es la frecuencia del potencial de atrapamiento en la dirección {\displaystyle z}.
La energía cinética del ion junto con la absorción o la emisión de un fotón con momento {\displaystyle \hbar k_{z}} es proporcional  a la energía de repulsión
{\displaystyle E_{R}=\hbar \omega _{R}} donde la frecuencia de repulsión está definida como
{\displaystyle \omega _{R}={\frac {\hbar k_{z}^{2}}{2m}}.}
El  parámetro de Lamb-Dicke al cuadrado está dado entonces por
{\displaystyle \eta ^{2}={\frac {\omega _{R}}{\omega _{z}}}={\frac {\mathrm {cambio\,de\,energia\,cinetica} }{\mathrm {hueco\,cuantico\,del\,OA} }}.}
Dicho de otra manera, el parámetro de Lamb-Dicke {\displaystyle \eta } cuantifica la fuerza de acoplamiento entre los estados internos y los estados de movimiento del ion. Cuando el parámetro de Lamb-Dicke es menor que uno, la diferencia en los niveles de energía del oscilador ármonico es mayor que la energía de repulsión y la probabilidad de transición es despreciable. Un parámetro de Lamb-Dicke menor es una condición necesaria, pero no suficiente para alcanzar el límite de Lamb-Dicke.

## Trasfondo matemático
En experimentos con iones atrapados, comúnmente se emplean láseres (aunque también se pueden utilizar radiación de microondas o de radiofrecuencia) para acoplar los estados internos de un ion con sus estados de movimiento. Tanto la repulsión mecánica [?] de un ion como la absorción o emisión de un fotón están descritas por los operadores {\displaystyle \exp(\pm ik_{z}z)}. Estos operadores inducen un desplazamiento del momento por una cantidad {\displaystyle \pm \hbar k_{z}} para la absorción (+) o emisión (-) de un fotón proveniente del haz del láser. En el estado base del oscilador armónico {\displaystyle \{\vert n\rangle \}_{n\in \mathbb {N} _{0}}}, la probabilidad de transición {\displaystyle \vert n\rangle \rightarrow \vert n^{\prime }\rangle } está dada por los coeficientes de Franck-Condon
{\displaystyle F_{n\rightarrow n^{\prime }}=\langle n^{\prime }\vert exp(ik_{z}z)\vert n\rangle =\langle n^{\prime }\vert exp(i\eta ({\hat {a}}+{\hat {a}}^{\dagger })\vert n\rangle .}
Si la condición para alcanzar el límite de Lamb-Dicke se cumple, uno puede expandir esta última expresión en una serie a través del método de Taylor
{\displaystyle \exp(i\eta ({\hat {a}}+{\hat {a}}^{\dagger }))=1+i\eta ({\hat {a}}+{\hat {a}}^{\dagger })+O(\eta ^{2})}
de esta manera se puede ver que si el número cuántico vibracional {\displaystyle n} es mayor a uno, las transiciones entre los estados de movimiento, están fuertemente suprimidas.

## Significado del límite de Lamb-Dicke
En el límite de Lamb Dicke, la emisión espontánea ocurre principalmente si la frecuencia de radiación coincide con la frecuencia de la transición interna del qubit (frecuencia portadora), mientras que su estado de movimiento no es afectado.  Esta es una condición necesaria para que el enfriamiento láser, a través de la técnica del enfriamiento de bandas adyacentes (resolved sideband cooling), funcione eficazmente. 
En general, el alcanzar el límite de Lamb Dicke  es una condición  necesaria para poder llevar a cabo manipulaciones coherentes de los estados internos el ion. Por lo tanto este parámetro establece un máximo de temperatura de los iones para poder realizar un entrelazamiento cuántico. Durante la manipulación coherente de los iones utilizando pulsos de láseres, los iones no pueden ser al mismo tiempo enfriados, por lo que es necesario enfriarlos previemante a una temperatura que los mantenga dentro del límite de Lamb-Dicke durante todo el proceso de la manipulación que lleva a cabo el entrelazamiento cuántico.